# Pseudopsyche
Pseudopsyche is een geslacht van vlinders van de familie slakrupsvlinders (Limacodidae).

## Soorten
- P. dembowskii Oberthür, 1879
- P. endoxantha Püngeler, 1914
- P. yarka Oberthür, 1893